# Adrian Mihalcea
Adrian Dumitru Mihalcea (ur. 24 maja 1976 w Slobozii) – rumuński trener i piłkarz grający na pozycji napastnika. Obecnie pełni funkcje asystenta selekcjonera reprezentacji Rumunii.

## Kariera klubowa
Karierę piłkarską Mihalcea rozpoczynał w klubie Dunărea Călărași. W sezonie 1995/1996 grał w nim w drugiej lidze rumuńskiej. W 1996 roku odszedł do pierwszoligowego Dinama Bukareszt. W Dinamie grał do końca 2001 roku. Z Dinamem dwukrotnie wywalczył mistrzostwo Rumunii (2000, 2002), dwukrotnie wicemistrzostwo (1999, 2001) i dwukrotnie zdobył Puchar Rumunii (2000, 2001).
W 2002 roku Mihalcea został zawodnikiem włoskiej Genoi, występującej w Serie B. W 2003 roku odszedł z niej do Hellas Werona i grał w nim w sezonie 2003/2004.
W 2004 roku Mihalcea wrócił do Dinama Bukareszt, z którym został mistrzem kraju i zdobywcą Pucharu Rumunii. W 2005 roku przeszedł do południowokoreańskiego Chunnam Dragons, a niedługo potem został zawodnikiem FC Vaslui. W latach 2006–2010 grał na Cyprze, w klubach z Limassolu: Arisie i AEL.
W 2010 roku Mihalcea wrócił do Rumunii. W sezonie 2010/2011 najpierw grał w Astrze Ploeszti, a następnie w Unirei Urziceni, z którą spadł do drugiej ligi. W 2011 roku przeszedł do beniaminka pierwszej ligi, Concordii Chiajna.
| Sezon   | Klub              | Kraj             | Rozgrywki                 | Mecze | Bramki |
| ------- | ----------------- | ---------------- | ------------------------- | ----- | ------ |
| 1995/96 | Dunărea Călărași  | Rumunia          | Divizia B                 | 22    | 1      |
| 1996/97 | Dinamo Bukareszt  | Rumunia          | Divizia A                 | 30    | 8      |
| 1997/98 | Dinamo Bukareszt  | Rumunia          | Divizia A                 | 33    | 11     |
| 1998/99 | Dinamo Bukareszt  | Rumunia          | Divizia A                 | 32    | 18     |
| 1999/00 | Dinamo Bukareszt  | Rumunia          | Divizia A                 | 29    | 13     |
| 2000/01 | Dinamo Bukareszt  | Rumunia          | Divizia A                 | 26    | 6      |
| 2001/02 | Dinamo Bukareszt  | Rumunia          | Divizia A                 | 14    | 11     |
| 2001/02 | Genoa CFC         | Włochy           | Serie B                   | 13    | 2      |
| 2002/03 | Genoa CFC         | Włochy           | Serie B                   | 27    | 9      |
| 2003/04 | Hellas Werona     | Włochy           | Serie B                   | 20    | 5      |
| 2004/05 | Dinamo Bukareszt  | Rumunia          | Divizia A                 | 17    | 1      |
| 2005    | Chunnam Dragons   | Korea Południowa | K-League                  | 3     | 0      |
| 2005/06 | FC Vaslui         | Rumunia          | Divizia A                 | 13    | 1      |
| 2006/07 | Aris Limassol     | Cypr             | Protathlima A’ Kategorias | 23    | 15     |
| 2007/08 | Aris Limassol     | Cypr             | Protathlima A’ Kategorias | 25    | 12     |
| 2008/09 | AEL Limassol      | Cypr             | Protathlima A’ Kategorias | 23    | 5      |
| 2009/10 | Aris Limassol     | Cypr             | Protathlima A’ Kategorias | 28    | 8      |
| 2010/11 | Astra Ploeszti    | Rumunia          | Liga I                    | 8     | 1      |
| 2010/11 | Unirea Urziceni   | Rumunia          | Liga I                    | 15    | 3      |
| 2011/12 | Concordia Chiajna | Rumunia          | Liga I                    |       |        |

## Kariera reprezentacyjna
W reprezentacji Rumunii Mihalcea zadebiutował 2 września 1998 roku w wygranym 7:0 meczu eliminacji do Euro 2000 z Liechtensteinem. W swojej karierze grał też w eliminacjach do MŚ 2002. Od 1998 do 2003 roku rozegrał w kadrze narodowej 16 meczów.
| Mecze i gole w reprezentacji | Mecze i gole w reprezentacji | Mecze i gole w reprezentacji | Mecze i gole w reprezentacji | Mecze i gole w reprezentacji | Mecze i gole w reprezentacji | Mecze i gole w reprezentacji |
| #                            | Data                         | Stadion                      | Rywal                        | Wynik                        | Gol                          | Rozgrywki                    |
| 1998                         | 1998                         | 1998                         | 1998                         | 1998                         | 1998                         | 1998                         |
| ---------------------------- | ---------------------------- | ---------------------------- | ---------------------------- | ---------------------------- | ---------------------------- | ---------------------------- |
| 1.                           | 02.09.1998                   | Bukareszt, Rumunia           | Liechtenstein                | 7:0                          | 0                            | el. ME 2000                  |
| 2.                           | 05.09.1998                   | Ta’ Qali, Malta              | Niemcy                       | 1:1                          | 0                            | towarzyski                   |
| 3.                           | 10.10.1998                   | Porto, Portugalia            | Portugalia                   | 1:0                          | 0                            | el. ME 2000                  |
| 4.                           | 14.10.1998                   | Budapeszt, Węgry             | Węgry                        | 1:1                          | 0                            | el. ME 2000                  |
| 1999                         |                              |                              |                              |                              |                              |                              |
| 5.                           | 03.03.1999                   | Bukareszt, Rumunia           | Estonia                      | 2:0                          | 0                            | towarzyski                   |
| 6.                           | 31.03.1999                   | Baku, Azerbejdżan            | Azerbejdżan                  | 1:0                          | 0                            | el. ME 2000                  |
| 2000                         |                              |                              |                              |                              |                              |                              |
| 7.                           | 02.02.2000                   | Pafos, Cypr                  | Łotwa                        | 2:0                          | 0                            | towarzyski                   |
| 8.                           | 04.02.2000                   | Larnaka, Cypr                | Gruzja                       | 1:1                          | 0                            | towarzyski                   |
| 9.                           | 06.02.2000                   | Nikozja, Cypr                | Cypr                         | 2:3                          | 0                            | towarzyski                   |
| 10.                          | 29.03.2000                   | Ateny, Grecja                | Grecja                       | 0:2                          | 0                            | towarzyski                   |
| 2001                         |                              |                              |                              |                              |                              |                              |
| 11.                          | 26.02.2001                   | Nikozja, Cypr                | Ukraina                      | 1:0                          | 0                            | towarzyski                   |
| 12.                          | 25.04.2001                   | Ploeszti, Rumunia            | Słowacja                     | 0:0                          | 0                            | towarzyski                   |
| 13.                          | 15.08.2001                   | Lublana, Słowenia            | Słowenia                     | 2:2                          | 0                            | towarzyski                   |
| 14.                          | 06.10.2001                   | Bukareszt, Rumunia           | Gruzja                       | 1:1                          | 0                            | el. ME 2002                  |
| 15.                          | 14.11.2001                   | Bukareszt, Rumunia           | Słowenia                     | 1:1                          | 0                            | el. ME 2002                  |
| 2003                         |                              |                              |                              |                              |                              |                              |
| 16.                          | 30.04.2003                   | Kowno, Litwa                 | Litwa                        | 1:0                          | 0                            | towarzyski                   |